# Liberalna demokracija Slovenije
Die Liberaldemokratie Sloweniens (LDS) (slow. Liberalna demokracija Slovenije) ist eine liberale politische Partei in Slowenien. Sie war bis 2014 Mitglied der Liberalen Internationalen. Vorsitzender seit dem 16. Mai 2013 ist Anton Anderlič.
In den 1990er- und 2000er-Jahren gehörte sie zu den wichtigsten Parteien des Landes und stellte, mit einer kurzen Unterbrechung, von 1992 bis 2004 den Premierminister (Janez Drnovšek, dann Anton Rop). Sie verfolgte einen gemäßigten Mitte- bzw. Mitte-links-Kurs. Seit 2011 ist sie nicht mehr im slowenischen Parlament vertreten.

## Geschichte

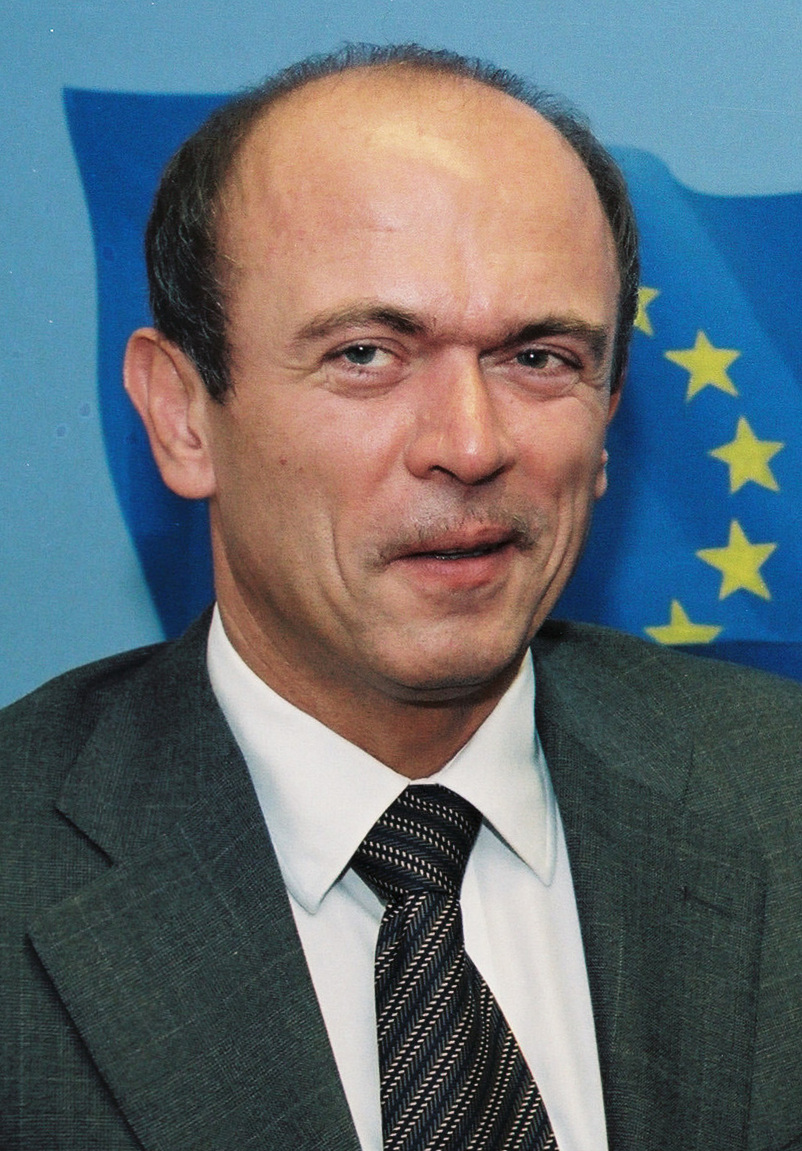
Parteivorsitzender und Ministerpräsident Janez Drnovšek (1996)

Die Liberalna demokracija Slovenije entstand 1994 durch die Fusion von Liberalno demokratska stranka (ebenfalls LDS abgekürzt), Demokratska stranka (DS), Socialistična stranka Slovenije (SSS) und Zelenih – Ekološko socialne stranke (ZESS). Die Vorgängerpartei LDS war ihrerseits im November 1990 nach dem Ende der kommunistischen Diktatur im zerfallenden Jugoslawien aus dem sozialistischen Jugendverband Zveza socialistične mladine Slovenije (ZSMS) hervorgegangen. Janez Drnovšek, der 1989/90 Vorsitzender des Präsidiums der SFR Jugoslawien gewesen war, wurde im März 1992 Parteivorsitzender der LDS und im Mai desselben Jahres Ministerpräsident Sloweniens. Unter seiner Führung kam die LDS im Dezember 1992 bei der ersten Wahl nach der Unabhängigkeit Sloweniens mit 23,5 Prozent der Stimmen auf den ersten Platz. 
Anschließend stand Drnovšek einer großen Koalition vor, der neben der LDS auch die Slowenischen Christdemokraten (SKD), die aus dem früheren Bund der Kommunisten hervorgegangene Vereinigte Liste der Sozialdemokraten (ZLSD) sowie bis März 1994 die Sozialdemokratische Partei Sloweniens (SDSS) angehörten. Bei der Wahl im November 1996 steigerte sich die LDS auf 27 Prozent. Janez Drnovšek blieb Regierungschef, nun mit einer Koalition aus LDS, der ländlich-konservativen Slowenischen Volkspartei (SLS) und der Pensionistenpartei DeSUS. Kurz vor Ende der Legislaturperiode kündigte die SLS im April 2000 das Regierungsbündnis auf und ging stattdessen eine Koalition mit den zuvor oppositionellen Parteien SDS und SKD ein, wodurch für wenige Monate Andrej Bajuk Ministerpräsident wurde. 

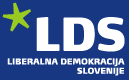
Ehemaliges Logo (2004–2008)

Bei der Parlamentswahl im Oktober 2000 konnte die LDS ihren Stimmenanteil weiter ausbauen und wurde mit 36,3 Prozent der Stimmen und deutlichem Vorsprung erneut stärkste Kraft. Janez Drnovšek führte erneut die Regierung, nun in einer großen Koalition mit ZLSD, SLS+SKD und DeSUS. Drnovšek wurde 2002 zum Staatspräsidenten Sloweniens gewählt. Sein Parteikollege, der bisherige Finanzminister Anton Rop wurde an seiner Stelle Ministerpräsident. Zur ersten Europawahl nach dem EU-Beitritt Sloweniens 2004 trat die LDS auf einer gemeinsamen Liste mit der Pensionistenpartei DeSUS an, die zusammen 21,9 Prozent und 2 der 6 slowenischen Sitze im Europäischen Parlament erhielt. Ihre beiden Abgeordneten saßen in der Fraktion der Allianz der Liberalen und Demokraten für Europa. Bei den slowenischen Parlamentswahlen im Oktober 2004 erlitt die LDS unter Rops Führung beträchtliche Verluste und ging mit 23 Sitzen (22,8 %) in der slowenischen Staatsversammlung (Državni zbor) in die Opposition. 
Am 15. Oktober 2005 wurde Jelko Kacin Parteivorsitzender, der jedoch die Krise der Partei nicht abwenden konnte. Einige wichtige Mitglieder, darunter sechs Abgeordnete, verließen die LDS und gründeten 2007 eine neue Partei namens Zares (Bedeutung: „wirklich, ernsthaft“).  Im Juni 2007 übernahm Katarina Kresal den Parteivorsitz. Bei der Parlamentswahl 2008 setzte sich der Absturz der LDS fort, sie erhielt nur noch 5,2 Prozent der Stimmen und 5 Sitze. Sowohl Zares als auch LDS traten anschließend als Juniorpartner der Sozialdemokraten in die Regierung von Borut Pahor ein. Bei der EU-Wahl 2009 halbierte sich der Stimmenanteil und die Sitzzahl der LDS.
Bei den Parlamentswahlen vom 4. Dezember 2011 errang die Partei nur noch einen Stimmenanteil von 1,48 % und verpasste damit die 4 %-Hürde für den Einzug in die Staatsversammlung. Anschließend trat die Parteivorsitzende Kresal zurück, ihre Nachfolge trat Iztok Podbregar an, der im Mai 2013 wieder von Anton Anderlič abgelöst wurde. Unterdessen wurde ein ehemaliges LDS-Mitglied, Alenka Bratušek, die erst zu Zares und dann zur sozialliberalen Partei Pozitivna Slovenija gewechselt war, von 2013 bis 2014 Ministerpräsidentin. Der letzte EU-Abgeordnete der LDS, Jelko Kacin, trat vor der Europawahl 2014 aus der Partei aus, die LDS trat zu der Wahl nicht mehr an.